# Shinobi Rock
Der Shinobi Rock (japanisch 忍び岩 Sinobi-iwa, deutsch ‚Versteckter Felsen‘; norwegisch Løyndeknatten) ist ein kleiner Felsvorsprung an der Kronprinz-Olav-Küste im ostantarktischen Königin-Maud-Land. Er ragt zwischen dem Kabuto Rock und dem Rakuda Rock auf.
Luftaufnahmen und Vermessungen der von 1957 bis 1962 dauernden japanischen Antarktisexpedition dienten seiner Kartierung. Die daran beteiligten japanischen Wissenschaftler nahmen auch die Benennung vor. Das Advisory Committee on Antarctic Names übertrug diese 1968 in einer Teilübersetzung ins Englische.